# Apanteles alejandromasisi
Apanteles alejandromasisi (лат.) — вид мелких наездников рода Apanteles из подсемейства Microgastrinae семейства бракониды (Braconidae). Обнаружены в Центральной Америке: Коста-Рика (Guanacaste).

## Описание
Мелкого размера перепончатокрылые насекомые: длина тела около 3 мм, длина переднего крыла до 3,4 мм. Основная окраска тёмно-коричневая. Коготки лапок с одним базальным шипиком. Соотношение длины и ширины птеростигмы: 2,6-3,0. Вид был впервые описан в 2014 году канадским энтомологом Хосе Фернандес-Триана (Jose L. Fernández-Triana; Department of Integrative Biology and the Biodiversity Institute of Ontario, Университет Гелфа, Гелф, Онтарио, Канада) и назван в честь Алахандро Масис (Alejandro Masis, Area de Conservación de Guanacaste, ACG, Costa Rica)
.